# Audre aurinia
Audre aurinia är en fjärilsart som beskrevs av William Chapman Hewitson 1863. Audre aurinia ingår i släktet Audre och familjen Riodinidae. Inga underarter finns listade i Catalogue of Life.